# Дом Пешехонова
Дом Пешехонова, или дом священников Пешехоновых — историческое здание в Твери, находится в Затьмачье на улице Троицкой 36/16. Выявленный памятник архитектуры.
Расположен рядом с храмом Белая Троица, на углу с переулком Трудолюбия.
Одноэтажное деревянное здание размером примерно 12×12 метров. Характерный пример жилого усадебного дома, типичного для Затьмачья. Здание построено для священника в стиле простого классицизма в середине XIX века (по другим данным, дом был построен в первой половине XIX века).